# バックロードホーン型
バックロードホーン型(英: back-loaded horn speaker)は、スピーカーシステムの一形式であり、スピーカーユニット後方から発生する低音をホーンによって増幅する方式。真空管アンプの全盛時代には幅広く使われていた方式である。

## 背景
トランジスタアンプやデジタルアンプに較べると真空管アンプは出力が小さいため、大きな音量を得ようとすると能率が高い（アンプ出力の単位あたりの音量が大きい）スピーカーが必要であった。しかし高能率なドライバー（スピーカーユニット）に対し、密閉型やバスレフ型の箱（エンクロージャ）を使用すると、中音域以上に対し相対的に低音域のレベルが不足してしまう。これを補う目的でバックロードホーン型のエンクロージャが用いられた。出力わずか数ワットの真空管アンプが一般的であった時代、バックロードホーン型スピーカーはその地位を確立した。

## 基本構成

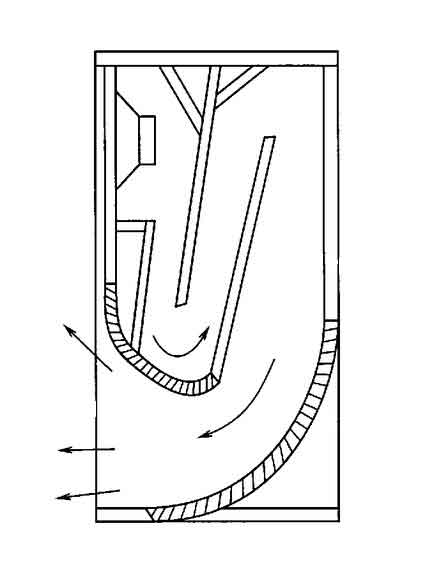
バックロードホーン型の基本構成図

反応の良い軽量な振動板に強い駆動系（磁石）を持つ高能率フルレンジ・スピーカーユニットに、ホーンが内蔵された箱の組み合わせというのが基本である。ホーンといってもフロントロードホーン型のようになめらかで且つ短いホーンではなく、ユニットの後方に複雑に折りたたまれた形状のホーン部分が存在する構造となる。このホーン部分は全長1 - 3メートルもあり、ユニットのサイズと比べてかなり大型の箱（エンクロージャ）となる（スピーカーの見た目は開口部の大きいバスレフ型のようである）。この折りたたみ構造は長大なホーン部分を箱状に納めるためのものであるが、中高音を減衰させるためでもある（ユニット前面から再生される中高音への悪影響を防ぐため）。ホーン部分の一部に吸音フェルト等を設置することもある。
ホーン部分は、中高音に比べ相対的に低音のレベルが低くなってしまう高能率スピーカーユニットの欠点を補完するために、振動板後方に放射される音を用いて低音増強をしようとするものである。

## 特徴
高能率なドライバー（スピーカーユニット）を用いることが多く、その場合は出力数ワットのパワーアンプとの組み合わせが可能である。また高能率ドライバーの使用と背圧の少ないエンクロージャ（箱）構造ゆえによく言われる長所は、アンプからの入力に対する反応が良く、微小な信号の再生に向いている、ダイナミックレンジが広い、といったものである。一方で微小な信号の再生能力に優れる点は、ノイズを再生しやすいことを意味する。またキャビネット構造に由来する音の癖（反射などによる特定周波数での音の共鳴）もあり、これが欠点とされる。
上述の通り高能率フルレンジ・スピーカーユニットを取り付ける例が多いため、バックロードホーン型は低音の能率を優先する設計とする場合が多い（低音の能率よりも帯域を優先する設計にできないこともないが、そういう場合は、バスレフ型など他の方式のほうがメリットがあるため、バックロードホーン型にする意味が無い）。また、音響迷路効果に伴う低音の再生域限界があり、スピーカー前面の音と逆位相になる周波数以下の音は急峻な音量レベル低下となってほとんど出ない。そのためかなり大型のスピーカーであるにもかかわらず、80ヘルツ以下の超低音も求められる現代の使用環境においてはサブウーファーを付加して低音を補うケースも多い。
長いホーンを通るため低音が中高音より遅れて耳に到達することは原理的な欠点である。従って、ホーンの長さはどんなに低音を欲張りたくてもある程度までに抑えることが必須である。通常の設計ではホーン長は3メートルあたりまでに抑制される。
オーディオ評論家の長岡鉄男は昭和40年代からバックロードホーンスピーカーの優位性を主張して試作と研究を重ね、雑誌連載でノウハウと設計・工作記事を発表し続けた。ホーンを長めに設定し、ユニットには尖鋭度の高さを要求してFOSTEX製フルレンジスピーカーを多用。理想形を追求した結果、胴体と頭部を細長いスロートで繋いだ「鳥型」と呼ばれる独特な形状の創出に至る。同方式を好むオーディオマニアは著名なメーカーによる製品がほとんど無い状況でも、長岡の設計をそのまま、或いは応用して自作する事が出来た。21世紀に入って特性のシミュレーションを行うプログラムが開発され、組み立てキットも発売されており、長谷弘工業（ハセヒロオーディオ）がMDF材を用いて滑らかにホーンが拡がる特許構造のエンクロージャーキットを開発・販売している。
上述の長所と欠点から、バックロードホーン愛好家からは多くのメリットがあるとして愛用されているが、オーディオマニアにとって好みが極端に分かれやすいことで知られるスピーカー形式の１つである。

## 註
補足情報など
1. ↑  密閉型やバスレフ型は大量の吸音材により音の癖を抑える事が可能であるが、バックロードホーン型の場合はホーンの動作に悪影響があるため、吸音材の大量使用は難しい。
2. ↑  ちなみにサブウーファーはメインのスピーカーの低音を増量するために用いる要素と、メインのスピーカーで再生できないより低い帯域の低音を再生する要素があるが、一般的なバックロードホーン型スピーカーは50-80Hzあたりから上の低音の能率は高いため、後者の用途が主となり、使用するサブウーファーはそれに適したものが求められる
3. ↑  音は１秒間に約340m進むので、ホーン長が3m以下であれば、音の遅れは約0.01秒未満となる。
4. ↑  FOSTEXのフルレンジスピーカーユニット「FE」シリーズは、当初開発目的はバックロードホーン向ではなかった。その目的で自作マニアに受け入れられた事から、FOSTEX自身もその後はバックロードホーンでの使用を目的としての開発・商品展開を行った。
5. ↑  長谷弘工業（ハセヒロオーディオ）のウェブサイトはこちら 長谷弘工業。

出典
1. ↑  長岡鉄男最新スピーカークラフト〈3〉バックロードの傑作　音楽之友社 (1992/12/1) ISBN 978-4276240353